# Івановка (Бородуліхинський район)
Іва́новка (каз. Ивановка) — село у складі Бородуліхинського району Абайської області Казахстану. Адміністративний центр Новодворовського сільського округу.
Населення — 823 особи (2021; 1031 у 2009, 1132 у 1999, 1241 у 1989).
Національний склад станом на 1989 рік:
- німці — 100 %